# Дятьковское городское поселение
Дятьковское городско́е поселе́ние — муниципальное образование в Дятьковском районе Брянской области Российской Федерации.
Административный центр — город Дятьково.

## История
Статус и границы городского поселения установлены Законом Брянской области от 9 марта 2005 года № 3-З «О наделении муниципальных образований статусом городского округа, муниципального района, городского поселения, сельского поселения и установлении границ муниципальных образований в Брянской области»
Образовано путём слияния территории Дятьковского горсовета и Псурского сельсовета.
Является крупнейшим (по численности населения) городским поселением Брянской области.

## Население
| 2009    | 2010    | 2011    | 2012    | 2013    | 2014    | 2015    |
| ------- | ------- | ------- | ------- | ------- | ------- | ------- |
| 32 398  | ↘29 588 | ↘29 411 | ↘28 906 | ↘28 336 | ↘27 972 | ↘27 773 |
| 2016    | 2017    | 2018    | 2019    | 2020    | 2021    |         |
| ↘27 403 | ↘27 283 | ↘27 015 | ↘26 726 | ↘26 400 | ↘25 377 |         |

## Населённые пункты
| № | Населённый пункт | Тип          | Население |
| - | ---------------- | ------------ | --------- |
| 1 | Верещовка        | деревня      | ↗9        |
| 2 | Верещовка        | ж.д. станция | ↘0        |
| 3 | Дятьково         | город        | ↘25 255   |
| 4 | Ольшаница        | деревня      | ↗78       |
| 5 | Псурский Хутор   | деревня      | ↘0        |
| 6 | Псурь            | деревня      | ↗108      |